# Ivana Brkljačić

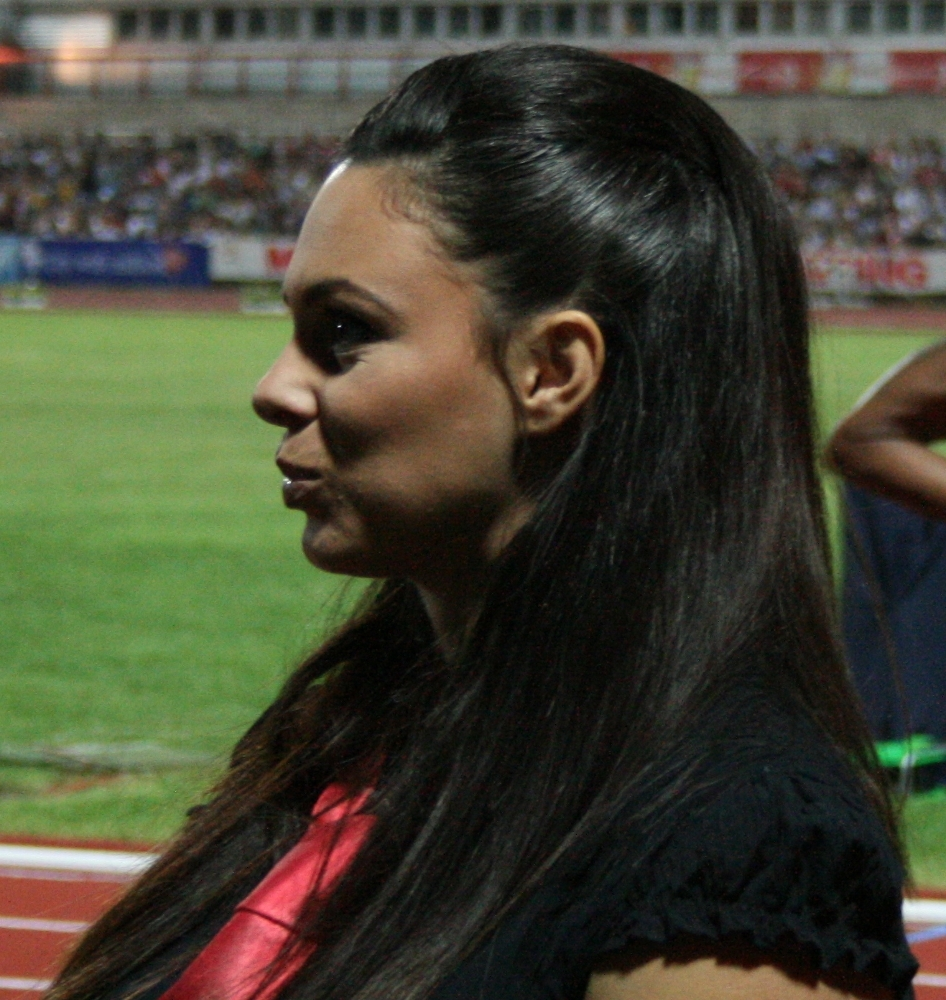
Ivana Brkljačić, 2009.

Ivana Brkljačić, född den 25 januari 1983 i  Villingen-Schwenningen i Västtyskland, är en kroatisk friidrottare som tävlar i släggkastning.
Brkljačić var en framgångsrik junior med brons vid VM för ungdomar 1999 och dubbla VM-guld för juniorer 2000 och 2002. Som senior hade hon svårt inledningsvis att nå finaler vid internationella mästerskap. Hon blev utslagen i kvalen både vid EM 2002 och 2006, VM 2003 och 2005 samt vid Olympiska sommarspelen 2004. 
Vid VM 2007 var hon i final och där slutade hon elva med ett kast på 68,16. Samma år slutade hon tvåa vid IAAF World Athletics Final. 
Hon deltog även vid Olympiska sommarspelen 2008 men blev åter utslagen i kvalet.

## Personligt rekord
- Släggkastning - 75,08 meter